# Cal Domer Petit
Cal Domer Petit de Llagostera és una masia tradicional de parets portants de pedra morterada inclosa en l'Inventari del Patrimoni Arquitectònic de Catalunya. Coberta de teula a dues aigües i estructurada en tres crugies. La façana presenta totes les obertures amb carreus de pedra. La finestra de la planta baixa té una reixa de ferro forjat. A la planta pis hi ha un balcó semicircular amb base de pedra i barana de ferro.

## Història
És una de les cases més antigues que es conserven actualment construïdes fora del primer recinte emmurallat del camí que anava a Girona. Té un passadís soterrani d'una sola entrada. Fa entreveure que fou una presó inquisitorial. L'edifici era propietat d'una personalitat eclesiàstica.